# Palmares Paulista
Pour les articles homonymes, voir Palmares.
Palmares Paulista est une municipalité brésilienne de l'État de São Paulo et la Microrégion de Catanduva.